# Orzysz
Orzysz (niem. Arys, prus. Aris) – miasto w Polsce, położone w województwie warmińsko-mazurskim, w powiecie piskim, nad rzeką Orzyszą, między jeziorami Sajno i Orzysz. Siedziba gminy miejsko-wiejskiej Orzysz. W latach 1975–1998 miasto należało administracyjnie do województwa suwalskiego. Orzysz leży na Mazurach, na obszarze historycznej Jaćwieży.
Według danych GUS z 1 stycznia 2024 r. Orzysz liczył 5279 mieszkańców.

## Nazwa
12 listopada 1946 nadano miejscowości polską nazwę Orzysz.

## Historia
Zalążkiem osadnictwa był prawdopodobnie zajazd przy drodze łączącej Ełk z Warmią. Historia miejscowości rozwiniętej przy zajeździe sięga początków XV w., była to wieś czynszowa. Przywilej lokacyjny ustanowił Konrad von Erlichshausen – 2 marca 1443 nakazał ulokować nad jeziorem Aris osadę o nazwie Neudorf (pol. Nowa Wieś). Nazwa ta nie przyjmuje się. Na początku XVI w. w dokumentach krzyżackich występuje jako Aris, później Arys. Miejscowość rozbudowuje się wzdłuż szlaku handlowego, przyjmując formę ulicówki. W 1530 powstała kaplica, którą w 1565 zastąpiono kościołem z kamieni polnych. W XVI w. wieś otrzymała przywilej organizowania stałych targów i dorocznych jarmarków, towarzyszył temu początek rozwoju rzemiosła. Do 1657 stanowiła część Korony Królestwa Polskiego jako lenno, następnie część państwa brandenbursko-pruskiego, przekształconego w 1701 w Królestwo Prus. Do 1702 kazania odprawiano tu wyłącznie w języku polskim. Prawa miejskie uzyskuje 1 marca 1725 z rąk króla Fryderyka Wilhelma I Pruskiego, a wkrótce staje się siedzibą sądu ziemskiego rozsądzającego sprawy bartne. Od 1753 stacjonują tu wojska. W 1826 wielki pożar strawił większą część zabudowy. W 1834 miejscowa parafia liczy 600 Polaków i 502 Niemców.

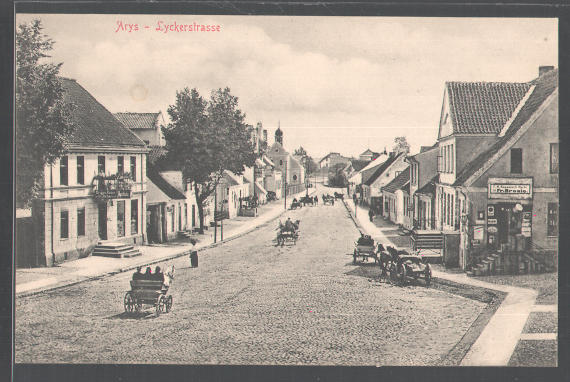
Ulica Ełcka w Orzyszu na pocz. XX w.

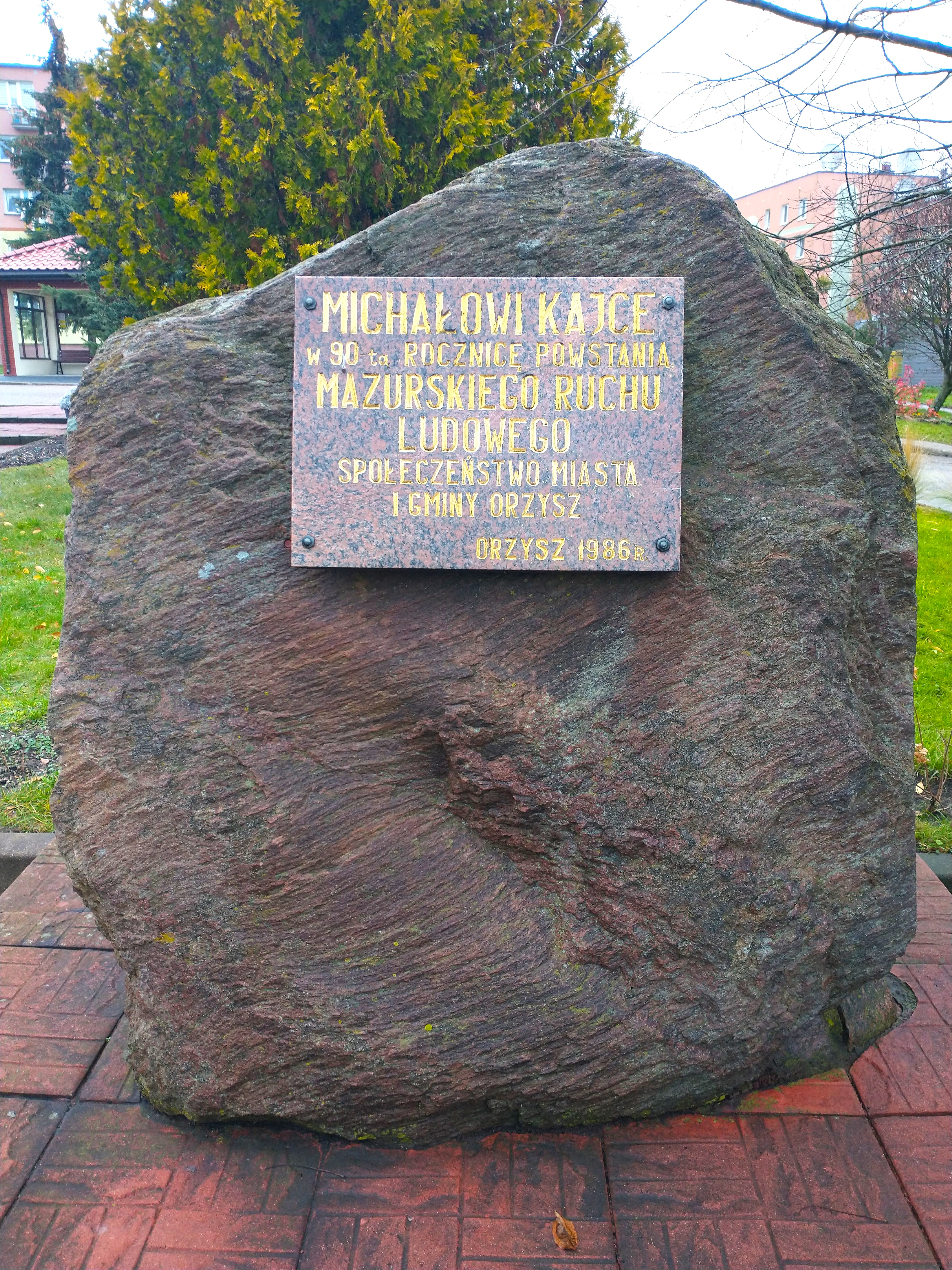
Kamień upamiętniający Michała Kajkę w Orzyszu

Od 1871 do 1945 miasto leżało w granicach Niemiec. W 1890 w okolicach miasta powstaje poligon wojskowy, znany jako poligon Orzysz. Od 1895 Orzysz posiada status miasta garnizonowego. Powstanie i rozbudowa poligonu oraz związane z tym inwestycje wojskowe (budowa dużych koszar) przyczyniają się do rozwoju handlu i usług a tym samym do rozwoju miasta. Sprzyja temu uruchomienie, na początku XX w., połączeń kolejowych – w 1908 z Piszem i Giżyckiem, w 1911 z Mrągowem i Ełkiem. W czasie I wojny światowej miasto okupowane przez Rosjan (listopad 1914 – luty 1915). W Orzyszu w 1940 umiera poeta mazurski Michał Kajka, mieszkający w pobliskiej miejscowości Ogródek (ok. 15 km od Orzysza). Na przełomie stycznia i lutego 1945 miasto i okolice były świadkami licznych zbrodni wojennych Armii Czerwonej: na szosie Odoje - Czarne zamordowanych zostało od 97 do 120 cywili, francuskich jeńców wojennych oraz żołnierzy niemieckich, przy drodze Orzysz - Wierzbiny rozstrzelano 32 uchodźców, a 1 lutego 1945 na drodze Orzysz-Drygały, nieopodal Bemowa Piskiego, około 50 osób, głównie dzieci i młodzieży, porwanych z wozów uciekinierów.
Częściowo zniszczone miasto po wojnie zostało włączone do Polski. Ludność niemiecka została wysiedlona, a na jej miejsce napłynęli Polacy (wysiedleńcy z Kresów oraz osadnicy z centralnej Polski, głównie Mazowsza i Białostocczyzny). W latach 1975–1998 należało administracyjnie do województwa suwalskiego.

## Demografia
Według danych z 30 czerwca 2014 miasto liczyło 5797 mieszkańców.

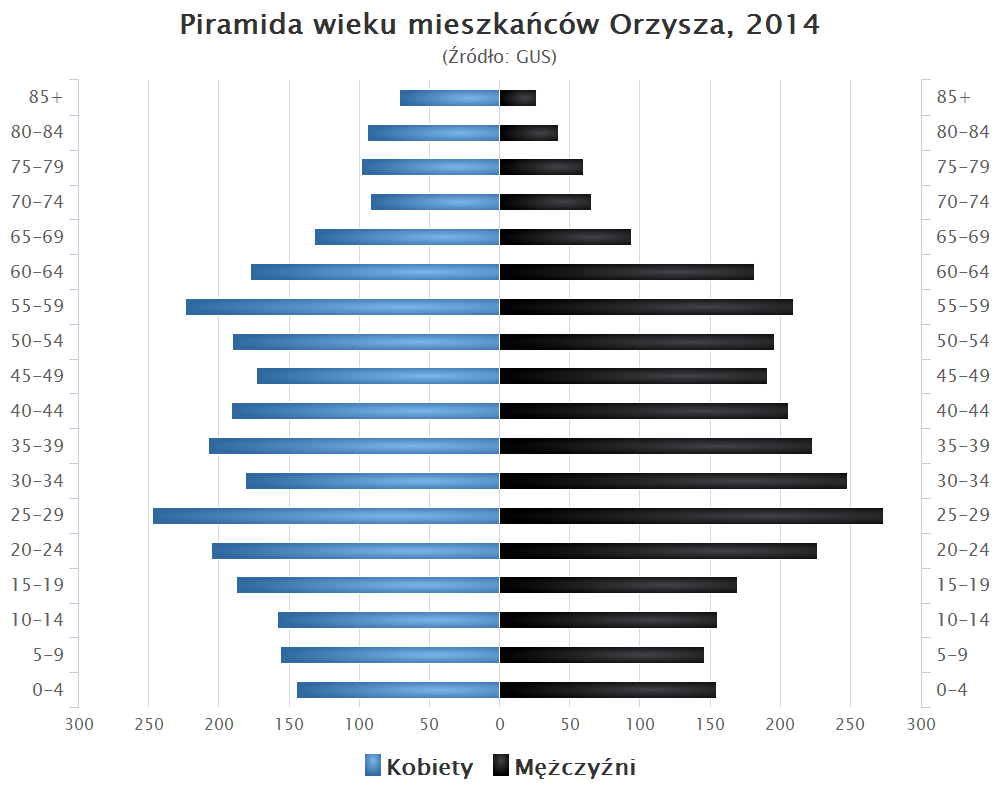
Piramida wieku mieszkańców Orzysza w 2014 roku

## Zabytki
Zabytki wpisane do rejestru zabytków:
- Układ urbanistyczny – część miasta, XV–XVIII wiek, nr rej.: 1246 z 14.06.1968 roku oraz 76 z 15.03.1980 roku.
- Kościół pw. Matki Boskiej Szkaplerznej[13], nr rej.: 1151 z 10.05.1968 roku oraz A-899 z 2.01.1992 roku – wzniesiony w 1530 roku, później przebudowany. Świątynia o niskim korpusie przykrytym dwuspadowym dachem ma niewielką wieżę, ozdobioną półkolistymi podwójnymi blendami. Wewnątrz jest współczesne wyposażenie. Ołtarz z 1948 roku.
- Kościół pw. Najświętszego Serca Pana Jezusa[14] – eklektyczny budynek z 1913 roku o wiejskim charakterze, położony przy ulicy Ełckiej. Dekoracje na fasadzie, w środku na belkowym stropie malowidła przedstawiające anioły, sceny z życia Jezusa oraz symbole chrześcijańskie.
- Cmentarz wojskowy oraz wojenny z okresu I wojny światowej[15], nr rej.: A-814 z 27.06.1991 roku. Odrestaurowany w latach 1992–1993. Położony przy drodze krajowej 16 Orzysz – Ełk pomiędzy cmentarzami komunalnymi, za Domem Pogrzebowym. Składa się z dwóch części: niemieckiej i alianckiej[16].
- Cmentarz ewangelicki przy ul. 1-go Maja[17], nr rej.: A-813 z 27.06.1991 roku. Najstarszy zachowany nagrobek: August Kleinschmidt †1911. Na cmentarzu znajduje się kwatera wojenna z okresu I wojny światowej. Według zachowanych inskrypcji pochowana w niej jest cywilna ofiara wojny z Orzysza, pracownik Hella  †1914[16].
- dom, ul. Ełcka 22[18], koniec XVIII wieku, nr rej.: 1152 z 10.05.1968 roku. Obecnie cerkiew św. Jerzego.
- dom, ul. Ełcka 24, koniec XVIII wieku, nr rej.: 1153 z 10.05.1968 roku.
- dom, ul. Ełcka 25[19], 2 połowa XIX wieku, nr rej.: A-1024 z 07.08.1995 roku.
- dom, ul. Ełcka 27[20], koniec XVIII wieku, nr rej.: A-1065 z 25.05.1998 roku.
- dom, ul. Wojska Polskiego 64[21], z 1911 roku, nr rej.: A-1060 z 12.11.1996 roku.

## Garnizon Orzysz
W Orzyszu wojsko stacjonuje od 1753 czasowo, a po rozpoczęciu budowy koszar i utworzeniu w 1895 garnizonu – na stałe. Stacjonowały tu jednostki wojskowe armii niemieckiej a po 1945 jednostki Wojska Polskiego.
W ostatnich latach stacjonowały tu m.in.:
- 32 Brygada Rakiet Operacyjno-Taktycznych, od 1989 – 32 Ośrodek Szkolenia Specjalistów Wojsk Rakietowych i Artylerii
- 7 Oddział Dyscyplinarny – JW 1370, potocznie –  jednostka karna (do 1991)
- 4 Brygada Kawalerii Pancernej
- Litewsko-Polski Batalion Sił Pokojowych
- Żandarmeria Wojskowa – terenowa jednostka organizacyjna (obecnie Bemowo Piskie)

Obecnie stacjonują tu:
- 15 Giżycka Brygada Zmechanizowana (część pododdziałów)
- 15 Mazurski Batalion Saperów
- Wojskowa Komenda Transportu Olsztyn – Delegatura Orzysz
- Węzeł Łączności

## Transport

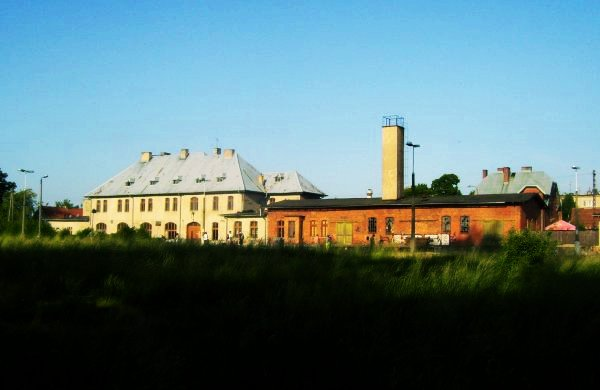
Stacja kolejowa

Orzysz leży na przecięciu dróg krajowych:
- 16 Grudziądz – Olsztyn – Mrągowo – Orzysz – Ełk – Ogrodniki – granica państwowa z Litwą
- 63 Węgorzewo – Giżycko – Orzysz – Kolno – Łomża – Siedlce – Sławatycze – granica państwowa z Białorusią

Miasto nie posiada obwodnicy, ruch tranzytowy odbywa się głównymi ulicami miasta. Planuje się budowę obwodnicy miasta w ciągu drogi krajowej nr 16 (S16).
Orzysz położony jest przy linii kolejowej Olsztyn – Ełk. Znajduje się tu stacja kolejowa Orzysz. Od września 2009 ruch pasażerski na tej linii jest zawieszony. Zmodernizowana, zarówno linia jak i infrastruktura kolejowa (rampy), służy obecnie głównie potrzebom wojska (ćwiczenia wojsk na pobliskim poligonie).
Przewozy autobusowe (lokalne) zapewniają przedsiębiorstwa PKS Pisz oraz Przewozy Pasażerskie Arkadiusz Gietek. Kursy autobusowe dalekobieżne realizują inne oddziały PKS. Orzysz posiada bezpośrednie połączenia autobusowe z Olsztynem, Ełkiem, Giżyckiem, Piszem, Węgorzewem, Łomżą, Białymstokiem, Warszawą i Lublinem (w sezonie letnim – z Hrubieszowem i Chełmem).

## Sport
W mieście działa klub piłkarski Śniardwy Orzysz oraz klub unihokeja UKS JEDYNKA Orzysz. 

## Wspólnoty wyznaniowe
Na terenie Orzysza działalność religijną prowadzą następujące Kościoły i związki wyznaniowe:
- Kościół rzymskokatolicki:

- parafia Matki Boskiej Szkaplerznej
- parafia Najświętszego Serca Pana Jezusa
- parafia wojskowa Królewicza Kazimierza (garnizonowa)

- Polski Autokefaliczny Kościół Prawosławny:

- parafia św. Jerzego

- Świadkowie Jehowy:

- zbór Orzysz (Sala Królestwa ul. Polna 8A)

## Współpraca międzynarodowa

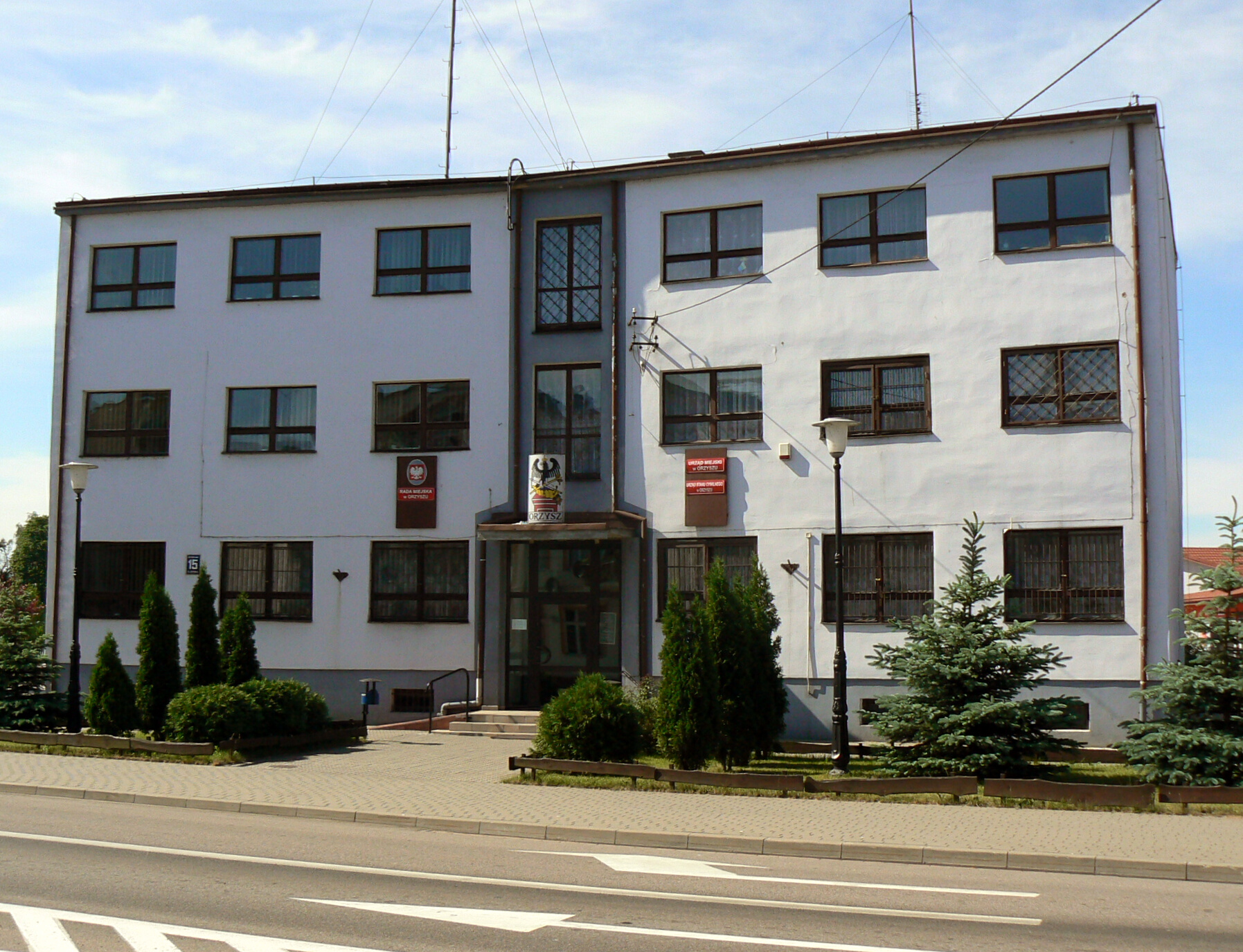
Budynek Urzędu Miasta i Gminy

Miasta i gminy partnerskie:
- Kropp (Niemcy)[24]
- Horoszów (Ukraina)[25]
- Skuodas (Litwa)[26]
- Zgierz (Polska)[27]